# Спешково
Спешково — деревня в Очёрском городском округе Пермского края России.

## История
Известна с 1795 года. Являлась центром Спешковской волости Оханского уезда (позднее — центром Спешковского сельсовета). В ноябре 1929 года, в ходе коллективизации, в деревне возник колхоз «Красный Урал», который в 1951 году после был укрупнён и получил новое имя «Стахановец» (упразднён 16 января 1959 года). 12 августа 1965 года был образован совхоз «Спешковский». До 2019 года являлась административным центром ныне упразднённого Спешковского сельского поселения Очёрского района.

## География
Деревня находится в юго-западной части края, в пределах денудационной Предуральской равнины, на берегах реки Спешковой, на расстоянии приблизительно 8 километров (по прямой) к северо-западу от города Очёра, административного центра округа. Абсолютная высота — 154 метра над уровнем моря.
Климат
Климат характеризуется как континентальный, с морозной продолжительной зимой и коротким тёплым летом. Средняя многолетняя температура самого холодного месяца (января) составляет −15,5 °С (абсолютный минимум — −38 °С), температура самого тёплого (июля) — 17,5 °С (абсолютный максимум — 37 °С). Продолжительность безморозного периода — 115 дней. Среднегодовое количество осадков — 441 мм.

## Население
| 2010 |
| ---- |
| 356  |

Половой состав
По данным Всероссийской переписи населения 2010 года в половой структуре населения мужчины составляли 47,2 %, женщины — соответственно 52,8 %.
Национальный состав
Согласно результатам переписи 2002 года, в национальной структуре населения русские составляли 95 % из 396 чел.

## Инфраструктура
Действуют средняя общеобразовательная школа, детский сад, фельдшерско-акушерский пункт, дом культуры, библиотека и отделение связи.